# Norops damulus
Norops damulus este o specie de șopârle din genul Norops, familia Polychrotidae, descrisă de Cope 1864. Conform Catalogue of Life specia Norops damulus nu are subspecii cunoscute.